# Dioxypterus
Dioxypterus is een geslacht van kevers uit de familie  
kniptorren (Elateridae).
Het geslacht is voor het eerst wetenschappelijk beschreven in 1881 door Fairmaire.

## Soorten
Het geslacht omvat de volgende soorten:
- Dioxypterus beaveri Johnson, 1997
- Dioxypterus bennigseni Schwarz, 1902
- Dioxypterus binostriatus Van Zwaluwenburg, 1940
- Dioxypterus eua Johnson, 1997
- Dioxypterus fasciatus Van Zwaluwenburg, 1940
- Dioxypterus flexuosus Fairmaire, 1881
- Dioxypterus fordi Van Zwaluwenburg, 1963
- Dioxypterus gressitti Van Zwaluwenburg, 1963
- Dioxypterus guttulatus Fairmaire, 1881
- Dioxypterus laruei Fleutiaux, 1938
- Dioxypterus leveri Van Zwaluwenburg, 1934
- Dioxypterus makirensis (Montrouzier, 1855)
- Dioxypterus malcheri Heller, 1935
- Dioxypterus marshalli Van Zwaluwenburg, 1940
- Dioxypterus montanus Van Zwaluwenburg, 1936
- Dioxypterus montrouzieri Fleutiaux, 1928
- Dioxypterus muiri Van Zwaluwenburg, 1933
- Dioxypterus nigrotransversus Fairmaire, 1881
- Dioxypterus ottonis Heller
- Dioxypterus ovalauensis Van Zwaluwenburg, 1933
- Dioxypterus pulcher Van Zwaluwenburg, 1940
- Dioxypterus risbeci Fleutiaux, 1935
- Dioxypterus taveuni Van Zwaluwenburg, 1933
- Dioxypterus tonga Johnson, 1997
- Dioxypterus undulatus Schwarz
- Dioxypterus vagepictus Fairmaire, 1881
- Dioxypterus venustus Van Zwaluwenburg, 1933
- Dioxypterus vitticollis Heller, 1935
- Dioxypterus wakayensis Van Zwaluwenburg, 1933